# Olympische Sommerspiele 1936/Teilnehmer (Großbritannien)
| Gelbes Symbol für Goldmedaillen mit stilisierten Olympischen Ringen | Graues Symbol für Silbermedaillen mit stilisierten Olympischen Ringen | Braundes Symbol für Bronzemedaillen mit stilisierten Olympischen Ringen |
| ------------------------------------------------------------------- | --------------------------------------------------------------------- | ----------------------------------------------------------------------- |
| 4                                                                   | 7                                                                     | 3                                                                       |

Das Vereinigte Königreich nahm an den Olympischen Sommerspielen 1936 in Berlin mit einer Delegation von 205 Athleten (171 Männer und 37 Frauen) an 91 Wettbewerben in 17 Sportarten teil. Bei den Kunstwettbewerben war die Nation nicht vertreten.

## Teilnehmer nach Sportarten

### Boxen
Männer
- Alf Russell
Fliegengewicht: 1. Runde

- Alf Barnes
Bantamgewicht: 2. Runde

- Jack Treadaway
Federgewicht: Viertelfinale

- Freddie Simpson
Leichtgewicht: 1. Runde

- Walter Pack
Weltergewicht: 2. Runde

- Richard Shrimpton
Mittelgewicht: 2. Runde

- Tom Griffin
Halbschwergewicht: Viertelfinale

- Anthony Stuart
Schwergewicht: Viertelfinale

### Fechten
| Männer - Emrys Lloyd Florett, Einzel: Halbfinale Florett, Mannschaft: Viertelfinale - Denis Pearce Florett, Einzel: Vorrunde Florett, Mannschaft: Viertelfinale - David Bartlett Florett, Einzel: Vorrunde Florett, Mannschaft: Viertelfinale - Christopher Hammersley Florett, Mannschaft: Viertelfinale - Geoffrey Hett Florett, Mannschaft: Viertelfinale - Roger Tredgold Florett, Mannschaft: Viertelfinale Säbel, Mannschaft: Viertelfinale - Ian Campbell-Gray Degen, Einzel: 8. Platz Degen, Mannschaft: Viertelfinale - Charles de Beaumont Degen, Einzel: Vorrunde Degen, Mannschaft: Viertelfinale - Douglas Dexter Degen, Einzel: Vorrunde Degen, Mannschaft: Viertelfinale - Terry Beddard Degen, Mannschaft: Viertelfinale - Bertie Childs Degen, Mannschaft: Viertelfinale - Bert Pelling Degen, Mannschaft: Viertelfinale - Oliver Trinder Säbel, Einzel: Halbfinale Säbel, Mannschaft: Viertelfinale - Guy Harry Säbel, Einzel: Viertelfinale Säbel, Mannschaft: Viertelfinale - Robin Brook Säbel, Einzel: Viertelfinale Säbel, Mannschaft: Viertelfinale - Arthur Pilbrow Säbel, Mannschaft: Viertelfinale | Frauen - Judy Guinness Florett, Einzel: Halbfinale - Betty Arbuthnott Florett, Einzel: Vorrunde |

### Fußball
Männer
- Viertelfinale

- Kader
Bertram Clements
James Crawford
John McDonald Dodds
Maurice Edelston
Lester Finch
Robert Patrick Fulton
Jackie Gardiner
Haydn Hill
Guy Holmes
Bernard Joy
Joseph Kyle
Daniel Pettit
Frederick Riley
Edgar Shearer
John Sutcliffe

### Gewichtheben
Männer
- Norman Holroyd
Federgewicht: 15. Platz

- Fred Marsh
Federgewicht: 19. Platz

- Alfred Griffin
Leichtgewicht: 15. Platz

- Harold Laurance
Mittelgewicht: 12. Platz

- Ronald Walker
Schwergewicht: 4. Platz

### Kanu
Männer
- George Lawton
Kajak-Einer (Faltboot), 10 Kilometer:8. Platz

- Alex Brearley & John Dudderidge
Kajak-Zweier (Faltboot), 10 Kilometer:9. Platz

### Leichtathletik
| Männer - Arthur Sweeney 100 Meter: Halbfinale 200 Meter: Vorläufe - Alan Pennington 100 Meter: Halbfinale 200 Meter: Vorläufe 4 × 100 Meter: Vorläufe - Cyril Holmes 100 Meter: Viertelfinale - Godfrey Brown 400 Meter: Silber 4 × 400 Meter: Gold - Bill Roberts 400 Meter: 4. Platz 4 × 400 Meter: Gold - Godfrey Rampling 400 Meter: Halbfinale 4 × 400 Meter: Gold - Brian MacCabe 800 Meter: 9. Platz - Jack Powell 800 Meter: Halbfinale - Frank Handley 800 Meter: Halbfinale - Jerry Cornes 1500 Meter: 6. Platz - Bobby Graham 1500 Meter: Vorläufe - Sydney Wooderson 1500 Meter: DNF/Vorläufe - Peter Ward 5000 Meter: 11. Platz - Frank Close 5000 Meter: 12. Platz - Aubrey Reeve 5000 Meter: DNF/Finale - Alec Burns 10.000 Meter: 5. Platz - William Eaton 10.000 Meter: DNF - Jack Potts 10.000 Meter: DNF - Ernie Harper Marathon: Silber - Donald Robertson Marathon: 7. Platz - Bert Norris Marathon: DNF - Don Finlay 110 Meter Hürden: Silber 4 × 100 Meter: Vorläufe - John Thornton 110 Meter Hürden: 5. Platz - Ashleigh Pilbrow 110 Meter Hürden: Vorläufe - John Sheffield 400 Meter Hürden: Vorläufe - Tom Evenson 3000 Meter Hindernis: Vorläufe - James Ginty 3000 Meter Hindernis: Vorläufe - Charles Wiard 4 × 100 Meter: Vorläufe - Walter Rangeley 4 × 100 Meter: Vorläufe - Freddie Wolff 4 × 400 Meter: Gold - Harold Whitlock 50 Kilometer Gehen: Gold - Tebbs Lloyd Johnson 50 Kilometer Gehen: 17. Platz - Joe Hopkins 50 Kilometer Gehen: DNF - Robert Kennedy Hochsprung: 23. Platz in der Qualifikation - Jack Newman Hochsprung: 23. Platz in der Qualifikation - Stan West Hochsprung: 32. Platz in der Qualifikation - Dick Webster Stabhochsprung: 6. Platz - Edward Boyce Weitsprung: Qualifikation Dreisprung: Qualifikation - George Traynor Weitsprung: Qualifikation - Bernard Prendergast Diskuswurf: Qualifikation - Laurence Reavell-Carter Diskuswurf: Qualifikation - Norman Drake Hammerwurf: Qualifikation | Frauen - Eileen Hiscock 100 Meter: Halbfinale 4 × 100 Meter: Silber - Barbara Burke 100 Meter: Halbfinale 4 × 100 Meter: Silber - Audrey Brown 100 Meter: Vorläufe 4 × 100 Meter: Silber - Violet Webb 80 Meter Hürden: Halbfinale - Kathleen Tiffen 80 Meter Hürden: Halbfinale - Grethe Whitehead 80 Meter Hürden: Vorläufe - Violet Olney 4 × 100 Meter: Silber - Dorothy Odam-Tyler Hochsprung: Silber - Nellie Carrington Hochsprung: 9. Platz - Katharine Connal Speerwurf: 14. Platz |

### Moderner Fünfkampf
Männer
- Jeffrey MacDougall
Einzel: 13. Platz

- Percy Legard
Einzel: 19. Platz

- Archibald Jack
Einzel: 31. Platz

### Polo
Männer
- David Dawnay, Bryan Fowler, Humphrey Guinness & William Hinde
Silber

### Radsport
Männer
- Charles Holland
Straßenrennen, Einzel: 4. Platz
Straßenrennen, Mannschaft: DNF

- Jackie Bone
Straßenrennen, Einzel: unbekannt
Straßenrennen, Mannschaft: DNF

- Alick Bevan
Straßenrennen, Einzel: DNF
Straßenrennen, Mannschaft: DNF

- Bill Messer
Straßenrennen, Einzel: DNF
Straßenrennen, Mannschaft: DNF

- Ray Hicks
Sprint: 3. Runde
1000 Meter Zeitfahren: 7. Platz

- Ernest Chambers & John Sibbit
Tandemsprint: 5. Platz

- Harry Hill, Ernest Johnson, Charles Thomas King & Ernie Mills
4000 Meter Mannschaftsverfolgung: Bronze

### Reiten
Männer
- Capel Brunker
Springen, Einzel: DNF
Springen, Mannschaft: DNF

- Bill Carr
Springen, Einzel: DNF
Springen, Mannschaft: DNF

- Jack Talbot-Ponsonby
Springen, Einzel: DNF
Springen, Mannschaft: DNF

- Alec Scott
Vielseitigkeitsreiten, Einzel: 7. Platz
Vielseitigkeitsreiten, Mannschaft: Bronze

- Edward Howard-Vyse
Vielseitigkeitsreiten, Einzel: 19. Platz
Vielseitigkeitsreiten, Mannschaft: Bronze

- Richard Fanshawe
Vielseitigkeitsreiten, Einzel: 26. Platz
Vielseitigkeitsreiten, Mannschaft: Bronze

### Ringen
Männer
- Norman Morrell
Federgewicht, griechisch-römisch: 2. Runde
Federgewicht, Freistil: 3. Runde

- Raymond Cazaux
Bantamgewicht, Freistil: 3. Runde

- Arthur Thompson
Leichtgewicht, Freistil: 2. Runde

- William Fox
Weltergewicht, Freistil: Rückzug vor 3. Runde

- Leslie Jeffers
Mittelgewicht, Freistil: 3. Runde

- Thomas Ward
Halbschwergewicht, Freistil: 2. Runde

### Rudern
Männer
- Humphrey Warren
Einer: Halbfinale

- Jack Beresford & Leslie Southwood
Doppelzweier: Gold

- David Burnford & Thomas Cree
Zweier ohne Steuermann: Hoffnungslauf

- Alan Barrett, Martin Bristow, Peter Herbert Jackson & John Sturrock
Vierer ohne Steuermann: Silber

- Tom Askwith, Conrad Cherry, John Couchman, Noel Duckworth, Annesley Kingsford, Desmond Kingsford, Ran Laurie, McAllister Lonnon & Hugh Mason
Achter: 4. Platz

### Schwimmen
| Männer - Mickey Ffrench-Williams 100 Meter Freistil: Halbfinale 4 × 200 Meter Freistil: 6. Platz - Rom Gabrielsen 100 Meter Freistil: Vorrunde 4 × 200 Meter Freistil: 6. Platz - Frederick Dove 100 Meter Freistil: Vorrunde - Robert Leivers 400 Meter Freistil: 7. Platz 1500 Meter Freistil: 6. Platz 4 × 200 Meter Freistil: 6. Platz - William Pearson 400 Meter Freistil: Vorrunde - Norman Wainwright 400 Meter Freistil: Vorrunde 1500 Meter Freistil: Halbfinale 4 × 200 Meter Freistil: 6. Platz - John Besford 100 Meter Rücken: Halbfinale - Jack Middleton 100 Meter Rücken: Vorrunde | Frauen - Olive Wadham 100 Meter Freistil: Halbfinale 4 × 100 Meter Freistil: 6. Platz - Margery Hinton 100 Meter Freistil: Vorrunde - Zilpha Grant 100 Meter Freistil: Vorrunde 4 × 100 Meter Freistil: 6. Platz - Margaret Jeffrey 400 Meter Freistil: Halbfinale 4 × 100 Meter Freistil: 6. Platz - Gladys Morcom 400 Meter Freistil: Vorrunde - Edna Hughes 4 × 100 Meter Freistil: 6. Platz - Lorna Frampton 100 Meter Rücken: 6. Platz - Phyllis Harding 100 Meter Rücken: 7. Platz - Audrey Hancock 100 Meter Rücken: Halbfinale - Doris Storey 200 Meter Brust: 6. Platz - Margaret Gomm 200 Meter Brust: Halbfinale - Vera Kingston 200 Meter Brust: Vorrunde |

### Segeln
- Peter Markham Scott
O-Jolle: Bronze

- Keith Grogono & William Welply
Star: 4. Platz

- Miles Bellville, Christopher Boardman, Russell Harmer, Charles Leaf & Leonard Martin
6-Meter-Klasse: Gold

- Joseph Neild Compton, John Noel Eddy, Beryl Preston, Francis Richard Preston, Kenneth Huson Preston & Robert Steele
8-Meter-Klasse: 6. Platz

### Turnen
Frauen
- Doris Blake, Brenda Crowe, Edna Gross, Clarice Hanson, Mary Heaton, Mary Kelly, Lilian Ridgewell & Marion Wharton
Mannschaftsmehrkampf: 8. Platz

### Wasserball
Männer
- 8. Platz

- Kader
Leslie Ablett
Ernest Blake
David Grogan
Bill Martin
David McGregor
Freddie Milton
Robert Mitchell
Alfred North
Leslie Palmer
Reg Sutton
Edward Temme

### Wasserspringen
| Männer - Frederick Hodges Kunstspringen: 20. Platz - Doug Tomalin Turmspringen: 9. Platz | Frauen - Betty Slade Kunstspringen: 9. Platz - Kathinka Larsen Kunstspringen: 13. Platz - Jean Gilbert Turmspringen: 7. Platz - Madge Moulton Turmspringen: 18. Platz |